# Louisenstraße (Bad Homburg)

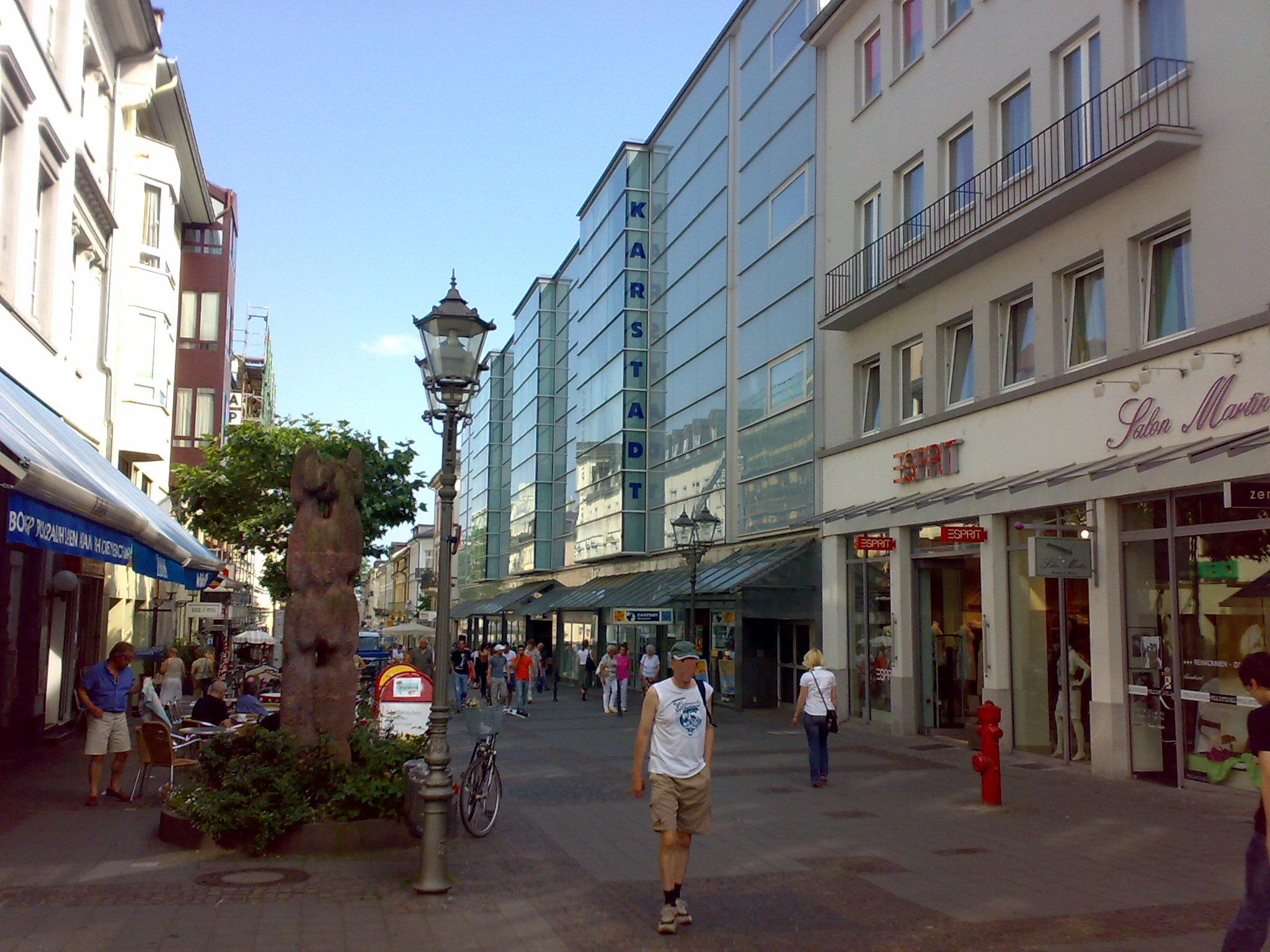
Einkaufszone in der Louisenstraße

Die Louisenstraße ist die Hauptgeschäftsstraße von Bad Homburg und durchquert die barocke Neustadt in einer Länge von 1,5 Kilometern.

## Allgemeines
Die Louisenstraße beginnt als Verlängerung der Ritter-von-Marx-Brücke und des Schulberges und führt nach Südosten in Richtung der ehemaligen Frankfurter Chaussee, der Landstraße nach Frankfurt am Main, vorbei am Marktplatz, dem Kurhaus und dem Alten Bahnhof (Frankfurter Bahnhof) – an dessen Stelle 1979 ein neues Gebäude errichtet wurde, welches unter anderen das heutige Rathaus beherbergt. Die Straße war von 1899 bis 1962 in voller Länge, dann bis 1971 nur noch im unteren Teil von der Straßenbahn durchzogen.
Die Louisenstraße und die sich beiderseits erstreckenden Quartiere markieren die Neustadt, die sich von der Altstadt nach Südosten hin erstreckende Erweiterung Homburgs aus der Zeit des Barock. Die ursprünglich barocke Bebauung im oberen Teil der Louisenstraße wurde seit der Mitte des 19. Jahrhunderts durch moderne, zeilenbildende Wohn- und Geschäftshäuser abgelöst. Durch den Neubau eines von der Straße zurückversetzten Wohnhauses (Nr. 102) gegenüber dem Alten Bahnhof im Jahr 1878 entstand eine platzartige Erweiterung. 1902 erhielt die Stadt von der Gemeinde Gonzenheim auch den Bereich der unteren Louisenstraße, wodurch sich die Möglichkeit einer Erweiterung nach Südosten bot, während in etwa gleichzeitig im Bereich der oberen Louisenstraße auf weitere zeilenbildende zeitgenössische Bebauung zu Gunsten einer den mittelalterlichen Stadteingang unterstreichenden Bebauung verzichtet wurde. Nach Plänen von Louis Jacobi, der auch an Umbauten an Schloss und Saalburg mitgewirkt hatte, entstanden von 1902 bis 1908 Bauten im Stile spätmittelalterlicher Kontorhäuser, darunter die Marktlauben (Nr. 13) von 1906/1907.
In der Louisenstraße sind mehr als 30 Gebäude als Einzeldenkmäler ausgewiesen. Siehe hier die Liste der Kulturdenkmäler in Bad Homburg vor der Höhe.

## Geschichte

### Entstehung der Neustadt

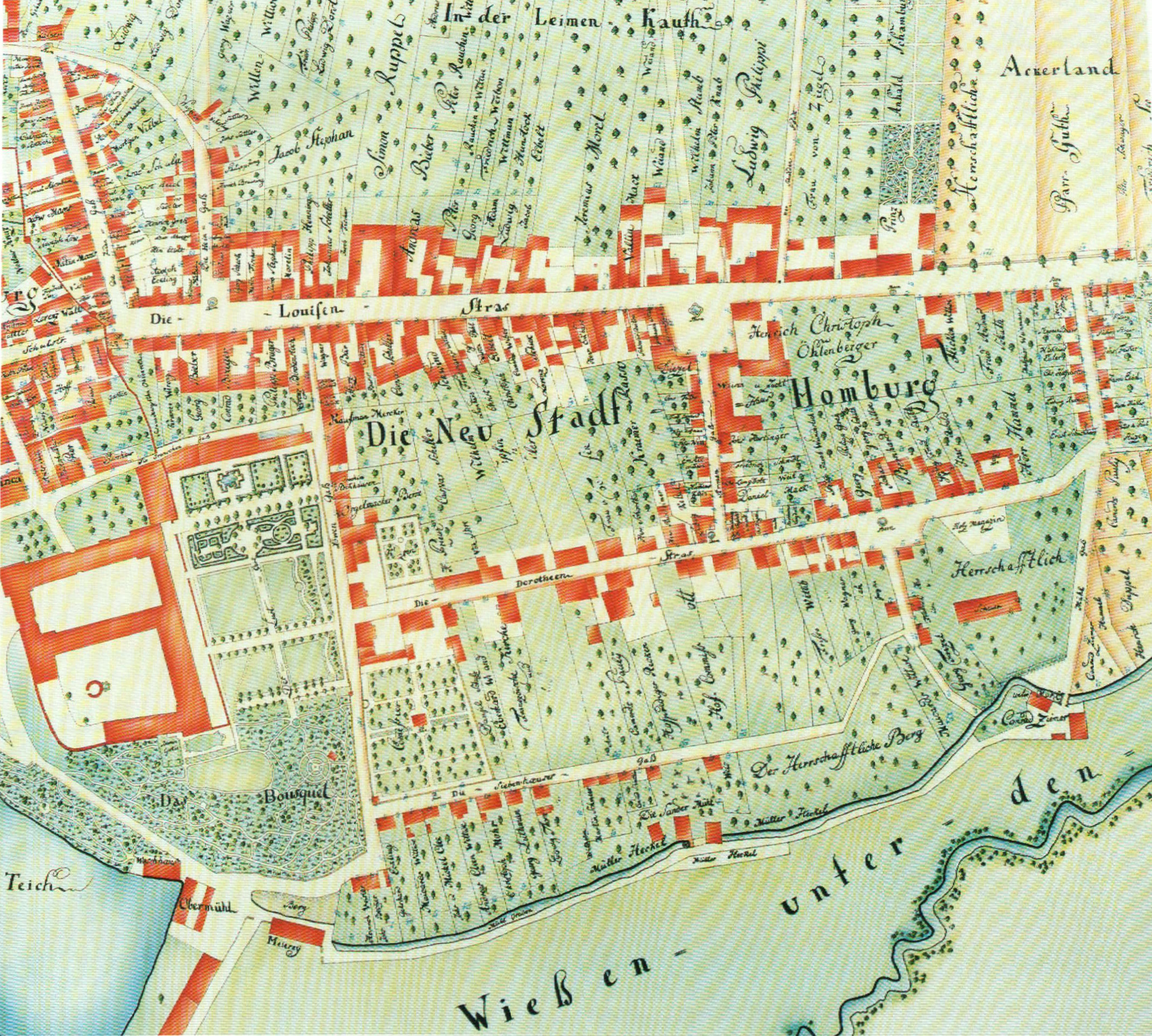
Bruch’scher Stadtplan von 1787

Ab dem Jahr 1684 wurde unter Landgraf Friedrich II. mit dem Bau der Neustadt begonnen. Die Neustadt wurde nach Friedrichs zweiter Frau, Luise Elisabeth von Kurland (1646–1690), Louisenstadt und die zentrale Straße Louisenstraße genannt. Im Gegensatz zu den verwinkelten, historisch gewachsenen Gassen der Altstadt, entstand in der Neustadt ein System rechtwinkliger Straßen nach einem einheitlichen Plan. Hauptachsen waren die parallel verlaufenden Straßen Louisenstraße und Dorotheenstraße. Als Friedrich II. 1708 starb, bestand die Neustadt aus 53 Häusern, von denen 38 an der Louisenstraße standen. Der Planer der Neustadt ist unbekannt. Vermutlich entwarf der Baurat Andrich die Pläne. Das erste Haus auf der Louisenstraße wurde von Hofbäcker Johann Klußner 1684 errichtet. Da ihm das Geld ausging, vollendete Schreinermeister Dremmel, der das Haus von ihm gekauft hatte, 1685 das Werk. Die Anwohner der Neustadt waren zunächst Hofleute und Handwerker. Später kamen zunehmend Hugenotten hinzu, die der Landgraf in Homburg ansiedelte.
An der Louisenstraße bestanden zur Wasserversorgung vier Brunnen: An der Ecke zur Haingasse (früher Brunnengasse), am Gasthaus zum Löwen, am Waisenhausplatz und gegenüber dem Gasthaus zum Adler. Landgraf Friedrich III. stiftete einen neuen Brunnen an der Ecke zur Haingasse. Der Narzißbrunnen war ein repräsentativer Brunnen, der von einer Figur des Narziß geprägt wurde. Für die Jahre 1738 bis 1744 sind vollständige Einwohnerlisten zu Besteuerungszwecken erhalten. 103 Häuser werden dort aufgeführt.

### Die Louisenstraße als Verkehrsachse

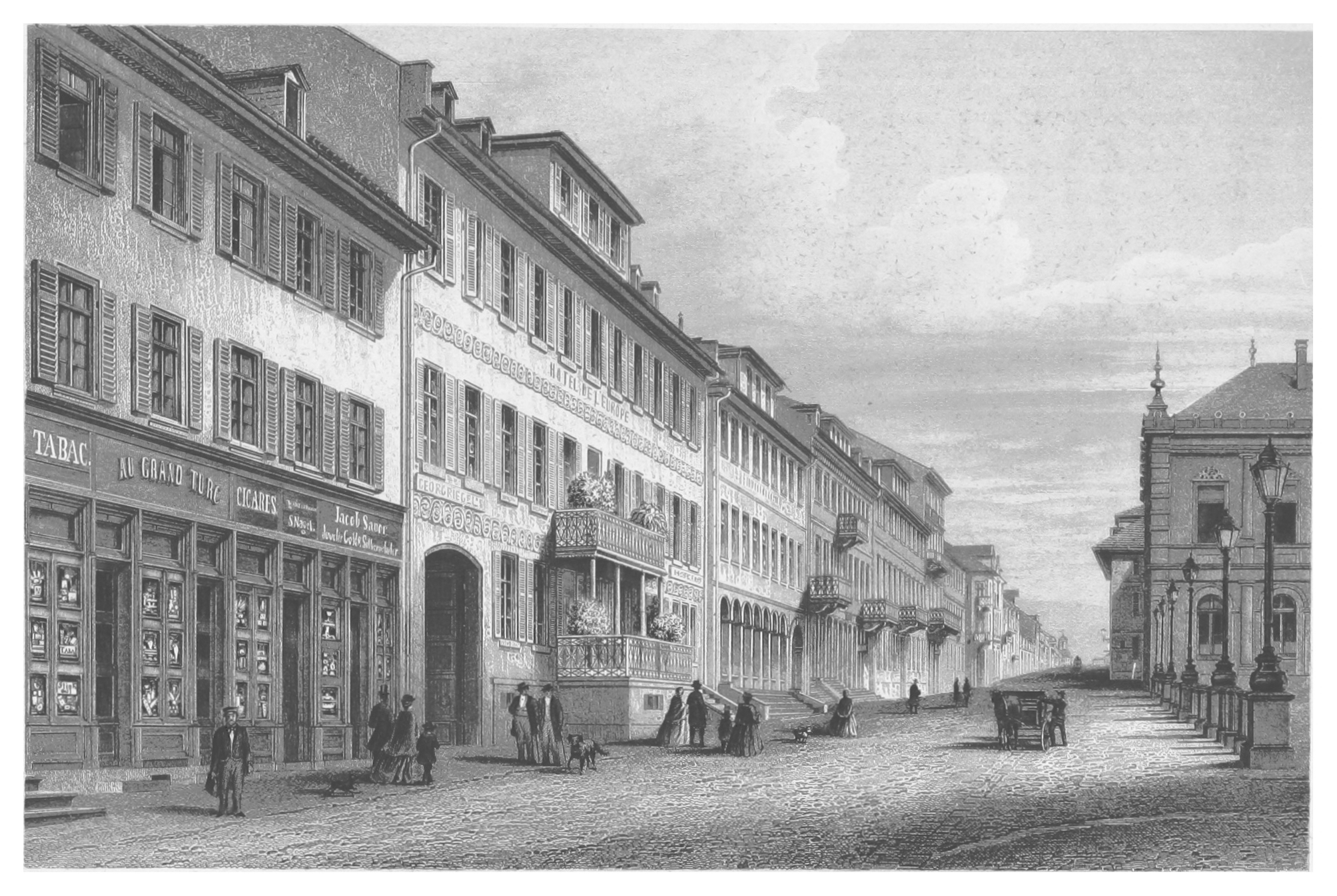
Bad Homburg, Teilansicht der Louisenstraße mit Hotels (1866)

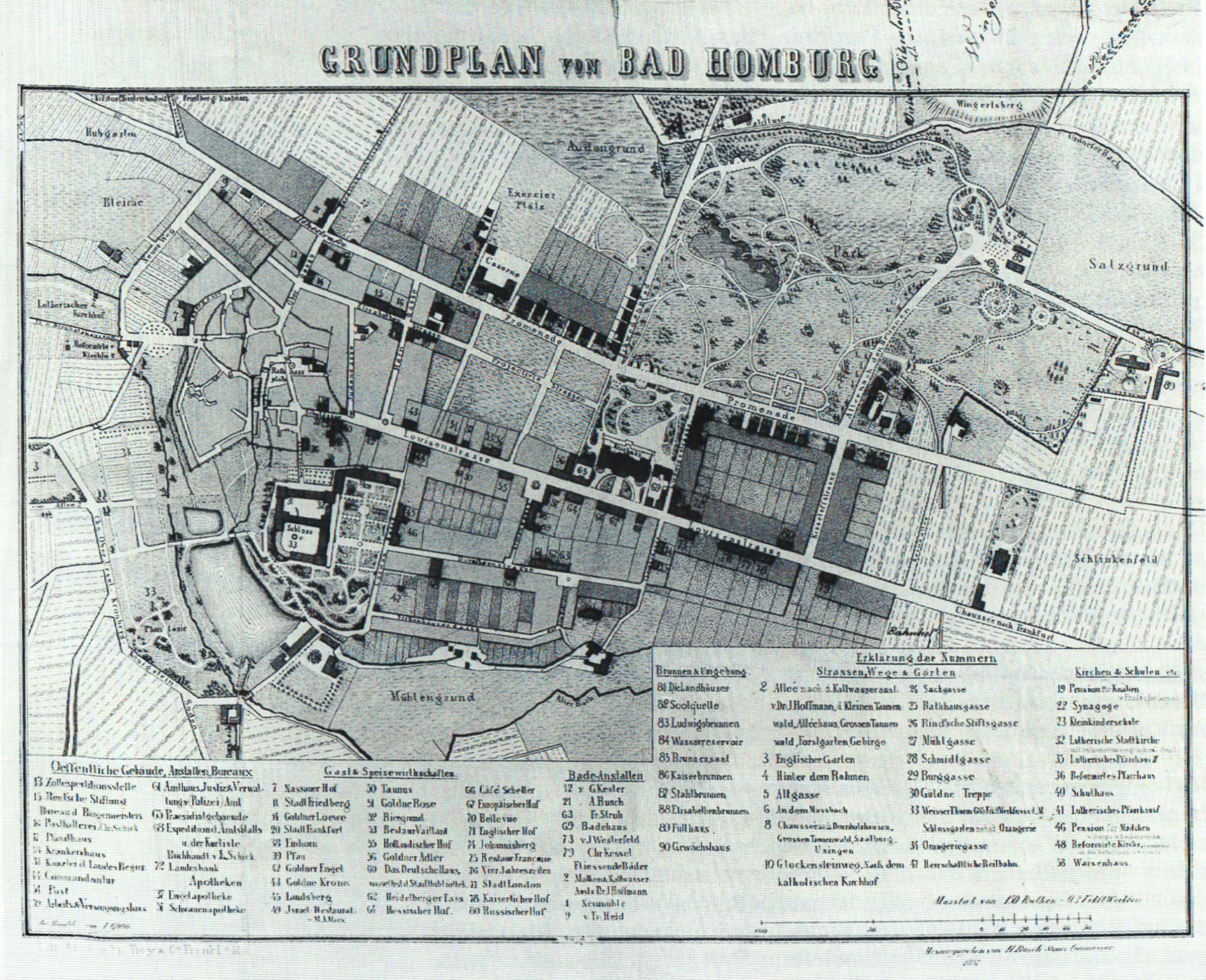
Bad Homburg, Stadtplan von 1857

1899 wurde in der Stadt die erste Straßenbahnlinie eröffnet, die die Louisenstraße in ihrer vollen Länge befuhr, um Verbindungen nach Kirdorf, Dornholzhausen und ab 1900 auch zur Saalburg herzustellen. Obwohl bereits wenige Wochen nach Betriebsbeginn von Anliegern gegen den wachsenden Lärm protestiert wurde, baute man die eingleisige Strecke zu einer zweigleisigen aus, um auch noch die Lokalbahnlinie 25 aufnehmen zu können. Diese wurde am 4. Mai 1910 eröffnet und führte von ihrem Endbahnhof am Marktplatz (Ecke Haingasse) über die Louisenstraße nach Frankfurt. Im Takt von 10 bis 15 Minuten fuhren die Straßenbahnen über die Louisenstraße, die damit zur Hauptverkehrsachse der Stadt geworden war. In der Stadtverordnetensitzung vom 24. Mai 1910 wurden auch die negativen Aspekte thematisiert: Der Charakter einer „stillen Kur- und Badestadt“ ginge verloren und Hotellerie und Einzelhandel würden leiden. Im Bezug auf die Hotellerie stimmte diese Aussage: Im Laufe der folgenden 20 Jahre verschwanden die Hotels (und der Tourismus wanderte in ruhigere Straßen ab). Der Einzelhandel erlebte jedoch einen Aufschwung. Damit einher ging das Entstehen des heutigen Charakters einer Geschäftsstraße.
Jahrelang war vor allem die Straßenbahn- und Bushaltestelle „Markt/Haingasse“ der Knotenpunkt des öffentlichen Verkehrs. Nachdem schon seit den 1920er Jahren der innerstädtische Straßenbahnverkehr in der Louisenstraße stark zurückgegangen und ab 4. Juli 1962 auch die Lokalbahnlinie 25 zwischen Markt und Altem Bahnhof stillgelegt worden war, endete der Schienenverkehr am 19. Dezember 1971 auch auf dem Reststück der Straße – die Gleise wurden in der Folgezeit abgebaut.
Andererseits nahmen seit dem Jahr 1925 mehrere Omnibuslinien ihren Weg durch die Louisenstraße. Vor allem in der Zeit nach dem Zweiten Weltkrieg verkehrten Bundesbahn- und Postomnibusse sowie private Buslinien in dichten Abständen in Richtung der umgebenden Gemeinden; besonders die blauen und roten Schnellbusse nach Frankfurt belebten das Straßenbild. Heute befahren Omnibuslinien nur den Teil der Straße oberhalb der Haingasse und vor dem Kurhaus sowie unterhalb des Rathauses. Die dort befindlichen Haltestellen ermöglichen jedoch eine gute Anbindung der gesamten Straße an den öffentlichen Nahverkehr.
Seit 1905 ermöglichte der Bau der Brücke über die Altstadt auch dem Durchgangsverkehr, die Louisenstraße zu benutzen. Der zunehmende Autoverkehr führte in den 1930er Jahren zum Bau der Umgehungsstraße, die Hindenburgring genannt wurde. Zusätzlich erhielt Bad Homburg einen Anschluss zur neu gebauten Autobahn. Die Entlastung der Louisenstraße hierdurch wurde jedoch im Laufe der Jahre durch den ständig zunehmenden Kraftverkehr aufgehoben.

### Die Louisenstraße als Fußgängerzone

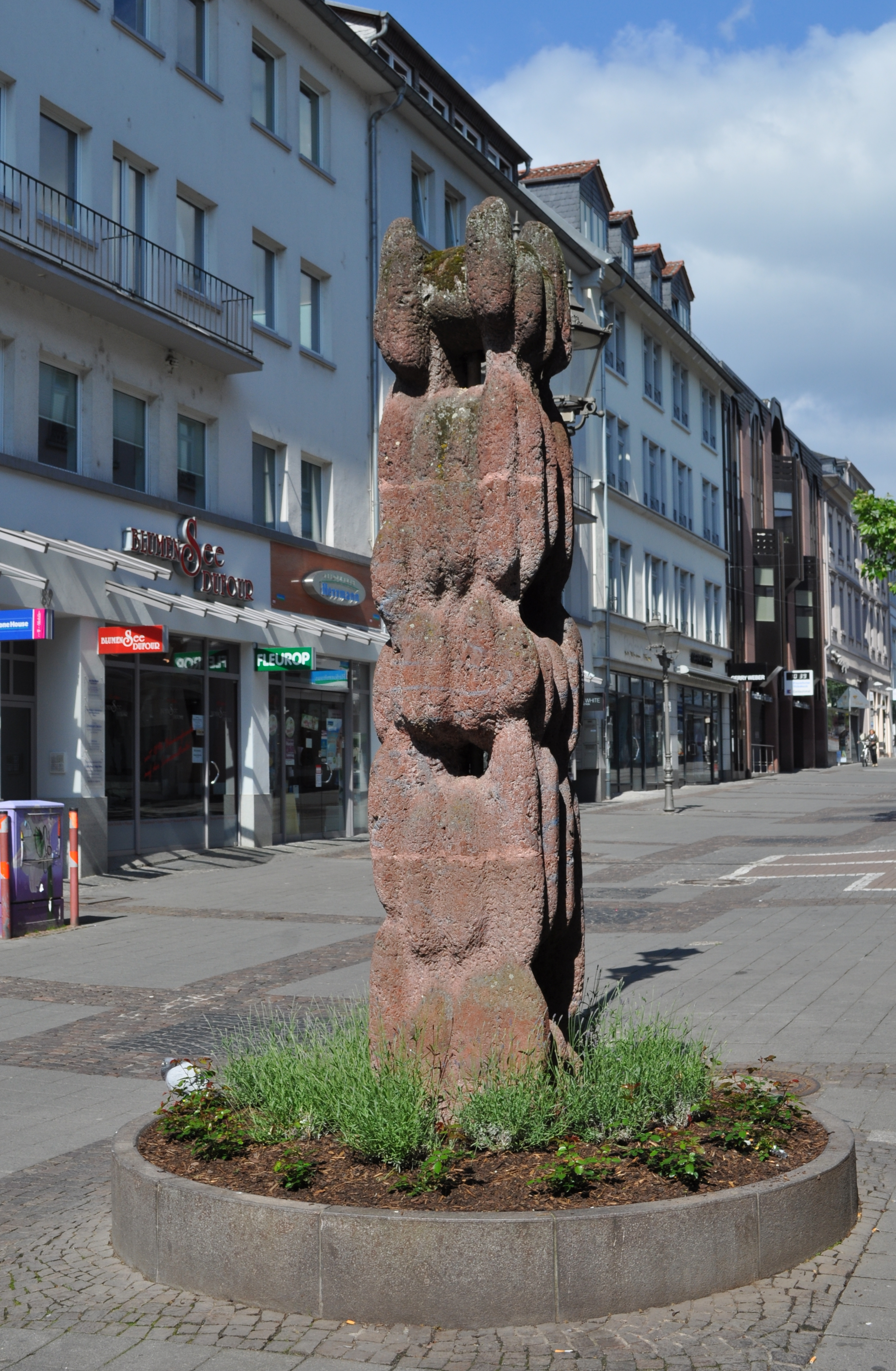
Tuffsäule von Christof Krause

Im Generalverkehrsplan von 1969 wurde die Umwandlung der Louisenstraße in eine Fußgängerzone vorgeschlagen. Der Plan war heftig umstritten. Eine Verlagerung des Verkehrs auf die Kaiser-Friedrich-Promenade beeinträchtige die Kur, die Kisseleffstraße könne die zusätzlichen Autos nicht aufnehmen. Einzelhändler sorgten sich darum, ihre Kunden können sie nicht mehr erreichen. Vor allem aber konzentrierte sich die Kritik, die auch die IHK vortrug, darauf, dass zunächst einmal Parkhäuser errichtet werden sollten, um die auf der Louisenstraße wegfallenden Plätze zu kompensieren, bevor die Louisenstraße zur Fußgängerzone erklärt werden würde.
Ungeachtet der Proteste wurde die Louisenstraße vom Schloßplatz bis zur Ferdinandstraße am 20. Juni 1973 förmlich zur Fußgängerzone erklärt. Die Umsetzung erfolgte jedoch über einen längeren Zeitraum. Das Stück bis zur Haingasse wurde nie umgesetzt. Die obere Luisenstraße wurde zunächst umgestaltet. Der für 130.000 DM erneuerte Marktplatz wurde am 30. November 1974 eingeweiht. Die Fußgängerzone endete aber noch am Kurhausvorplatz. Am 1. November 1975 war auch das Teilstück Ludwigstraße bis Kisseleffstraße umgebaut. 1984 wurde der Kurhausvorplatz für den Verkehr gesperrt, wird aber noch von Bussen befahren. Der untere Bereich von der Ferdinandstraße bis zum Europa-Kreisel ist weiterhin für den Straßenverkehr freigegeben. 1977 wurde ein Brunnen, bestehend aus einer Tuffsäule, über die das Wasser floss, von Christof Krause zwischen Hertie und Rathaus aufgestellt. Heute ist die Säule trockengelegt.

### Kinostandort Louisenstraße
Nachdem die ersten Filme in kleineren Kinos oder Gasthaussälen vorgeführt wurden (in Bad Homburg war dies zum Beispiel die Schauburg in der Elisabethenstraße 15 oder die 1923 entstandenen Schützenhof-Lichtspiele in der Audenstraße 2–4), entstanden in den 1920er Jahren große repräsentative Kinos in besten Lagen. In Bad Homburg wurden nach dem Ersten Weltkrieg im Kurtheater die Kur-Lichtspiele und 1921 in der Louisenstraße 30 die Central-Lichtspiele eröffnet. Die wichtigste Neueröffnung war das neue Kino von Adam Henrich, das Lichtspielhaus Louisenstraße 89, das am 14. Dezember 1918 eröffnet wurde. In der Inflationszeit mussten alle Kinos bis auf die Central-Lichtspiele und das Lichtspielhaus Louisenstraße 89 schließen. Die Central-Lichtspiele wurden 1926 feuerpolizeilich geschlossen. 2024 wurde es bei einem Brand zerstört.
Das Kinogeschäft lief aber nun so gut, dass Henrich expandierte. 1928 eröffnete er in der Luisenstraße 26 das HELIPA (Henrichs-Lichtspiel-Palast). Wenn auch nicht so prächtig wie der 1935 von Henrich in Gießen eröffnete Gloria-Palast, war es doch ein aufwändig ausgestattetes Haus. 1933 musste Henrich jedoch das alte Lichtspielhaus Louisenstraße 89 aufgrund der Weltwirtschaftskrise schließen.
Am 21. Dezember 1935 wurde in der Louisenstraße 89 durch das Ehepaar Feldmaier ein neues Kino eröffnet: Das Thalia. Das Thalia wurde bei den Luftangriffen vom Donnerstag, dem 8. März 1945 vollständig zerstört und nicht wieder aufgebaut. Das HELIPA blieb unzerstört und bestand auch nach dem Krieg weiter. 1949 wurde Inge Löwenstein im HELIPA zur ersten Miss Germany gewählt. In der Folge wurden mehrere Kinos eröffnet. 1954 eröffnete das Rex am alten Bahnhof in der Louisenstraße seinen Betrieb als fünftes Kino der Stadt. Das Kinosterben der 1960er Jahre überlebte keines dieser Kinos. Auch HELIPA und Rex wurden geschlossen. 1983 gab es kein einziges Kino in der Stadt. Nachdem das Kino in der Taunus-Therme geschlossen wurde, verfügte Bad Homburg einige Jahre über kein regelmäßig bespieltes Kino mehr bis das Kinopolis am Bahnhof 2023 eröffnet wurde.

### Bankenstandort Louisenstraße

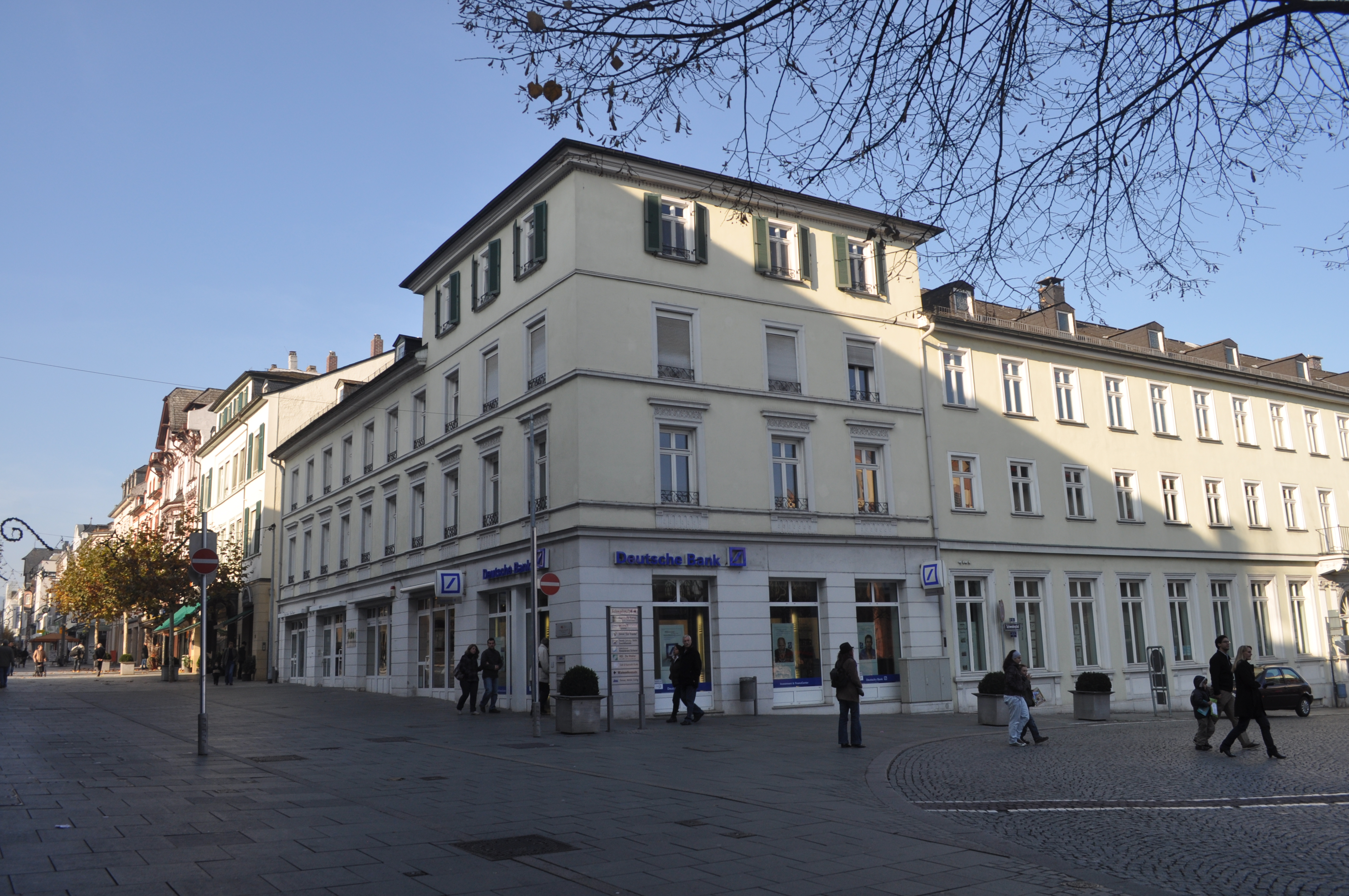
Louisenstraße 52, Deutsche Bank

Als Hauptgeschäftsstraße war die Louisenstraße gleichzeitig auch Standort für die Homburger Banken. 1855 nahm die Homburger Bank in der Louisenstraße 66 den Geschäftsbetrieb auf. 1929 ging diese endgültig in der Dresdner Bank auf, die bis heute ihren Geschäftsbetrieb unter dieser Adresse betreibt. Seit der Fusion mit der Commerzbank im Jahr 2009 wurden zwei Filialen in der Homburger Innenstadt betrieben. Der räumliche Zusammenschluss der beiden Filialen erfolgte schließlich im September 2012 in den Räumen der ehemaligen Dresdner Bank in der Louisenstraße 66. Die Zusammenlegung wurde am 25. September 2012 mit einem großen Tag der offenen Tür gefeiert. Oberbürgermeister Michael Korwisi besuchte die neu gestaltete Filiale und wünschte den Kunden und Mitarbeitern alles Gute für die renovierte Filiale. Die Filiale bietet über 70 Mitarbeitern Platz auf vier Stockwerken. Der Standort in der Louisenstraße 63 wurden von der Bank aufgegeben. Zuvor hatte in der Louisenstraße 63 (dem damaligen Hotel Kaiserhof) die Homburger Volksbank ihren Sitz. Das Nachfolgeinstitut, die Frankfurter Volksbank betreibt ihre Homburger Filiale heute in der Louisenstraße 80. Aktuell werden die Räumlichkeiten renoviert. Welche Firmen diese Räumlichkeiten beziehen werden, ist aktuell noch nicht bekannt.
Die Kreissparkasse des Obertaunuskreises hatte ihren Sitz in der Louisenstraße 88–90. Nach dem Zweiten Weltkrieg erbaute sie 1953 auf dem Gelände des ehemaligen Kurtheaters an der Louisenstraße die neue Zentrale. 1999 wurde die Zentrale in das neue Landratsamt am Stadtrand verlegt. Die Nassauische Sparkasse war seit 1865 (zunächst in der Audenstraße) in Bad Homburg vertreten. 1924 verlegte die Sparkasse die Geschäftsstelle in die Louisenstraße 89 und ist heute in der Louisenstraße 53–57 vertreten.
Im Kaiserreich bestanden auf der Louisenstraße noch die Banken Koch Lauteren & Co. und Homburger Bank- und Effekengeschäft (Louisenstraße 78).
Die Disconto-Gesellschaft eröffnete ihre Filiale vor dem Ersten Weltkrieg im Kurhaus. Die Deutsche Bank als Nachfolgeinstitut hat heute ihre Filiale in dem denkmalgeschützten Gebäude Louisenstraße 52.
Die Santander Consumer Bank (vorher SEB AG und Bank für Gemeinwirtschaft) im denkmalgeschützten Haus Louisenstraße 101 und die HypoVereinsbank gegenüber dem Rathaus komplettieren die Banken der Louisenstraße.

## Verlauf

### Beginn
50° 13′ 43,3″ N, 8° 36′ 45,1″ O

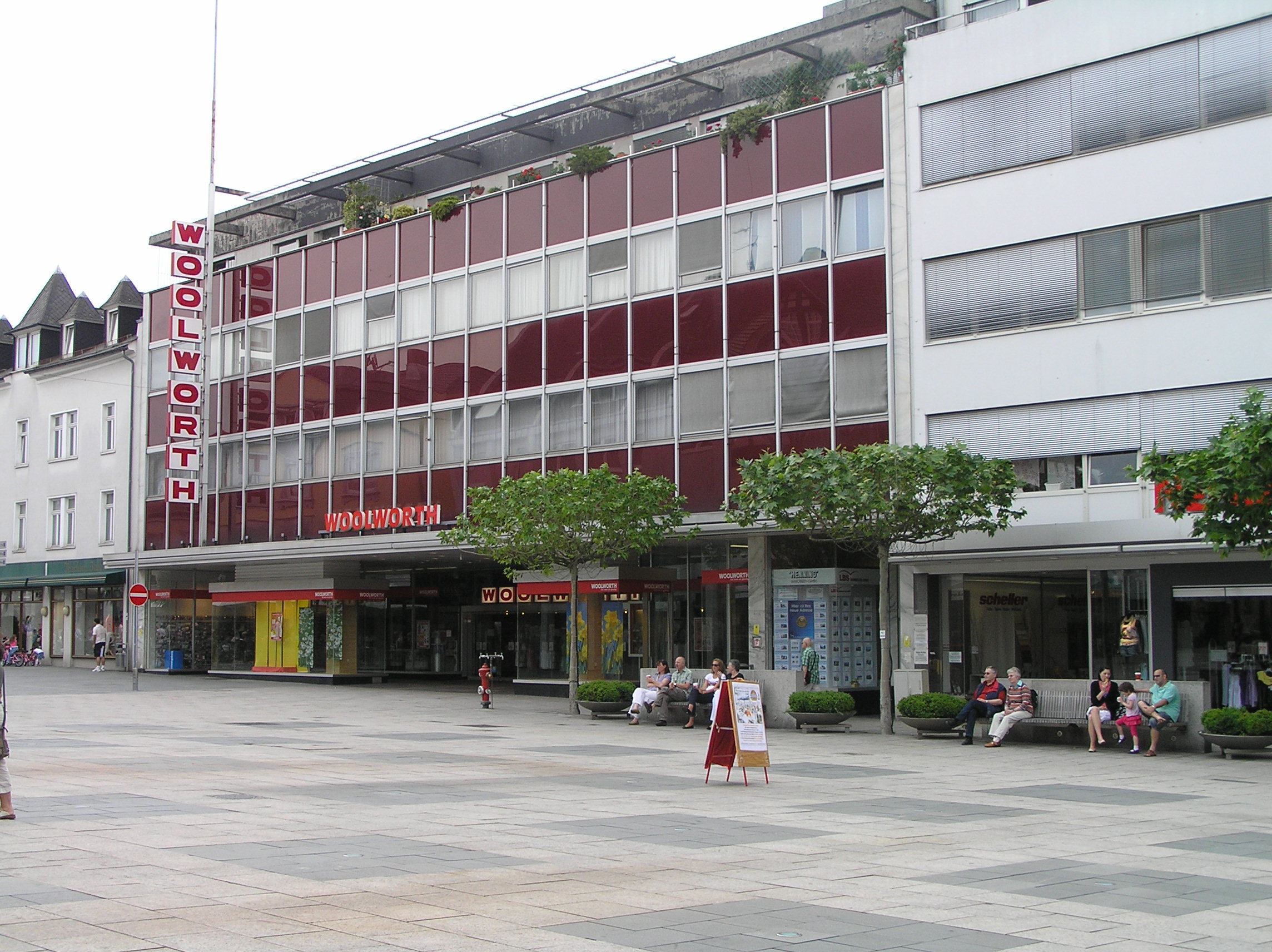
Früherer Woolworth

Das denkmalgeschützte spätbarocke Haus Louisenstraße 1 wurde unmittelbar an der damaligen Schlossmauer in der Neustadt errichtet. Die Louisenstraße ist hier als Fußgängerzone ausgewiesen; der Autoverkehr wird über die abknickende Haingasse weitergeleitet. Im Haus Louisenstraße 5 befand sich jahrzehntelang das bekannte Feinkostgeschäft Fischbach.
Der erste Teil der Louisenstraße ist durch kleinere Einzelhandelsgeschäfte geprägt. Das erste größere Kaufhaus ist die ehemalige Filiale von Woolworth. Mit dem Konkurs der Einzelhandelskette 2009 wurde die Filiale geschlossen. Nach zwei Jahren Leerstand wurde 2011 bekannt, dass eine Filiale von Hennes & Mauritz als Nachnutzer einziehen soll.

### Der neue Marktplatz und die Neugestaltungen durch Louis Jacobi
50° 13′ 41,7″ N, 8° 36′ 47″ O

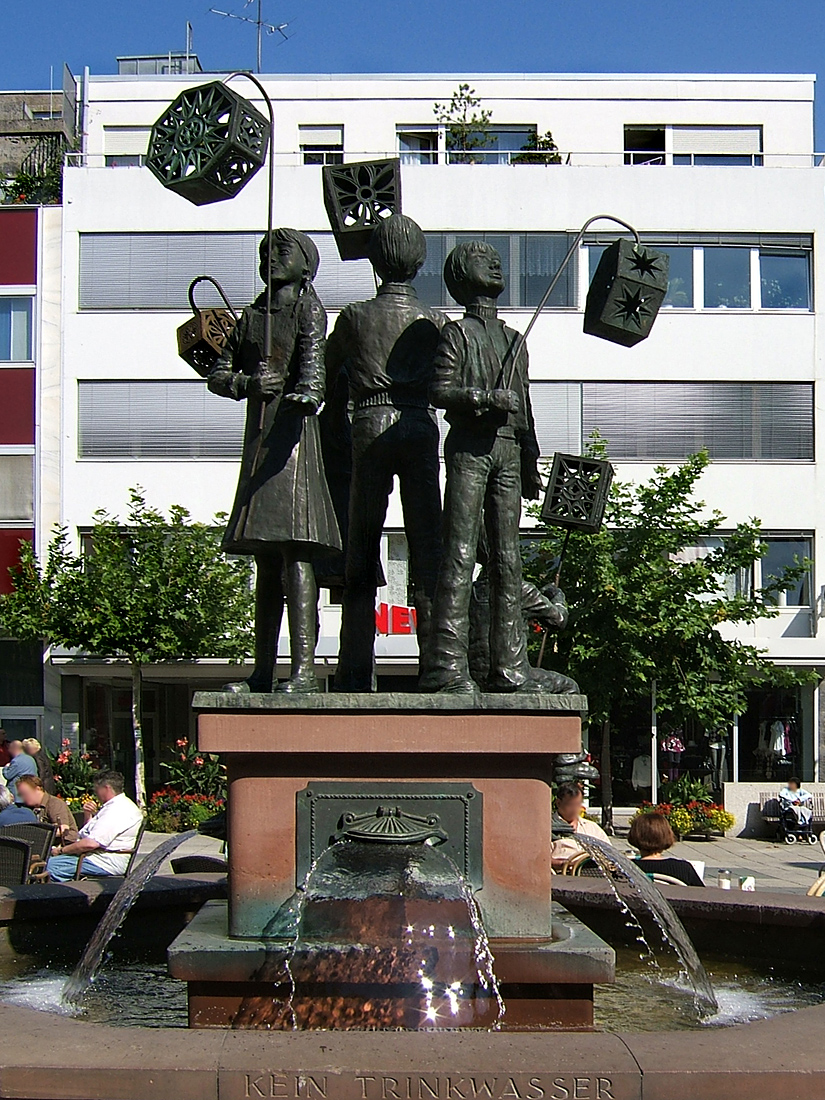
Laternenfestbrunnen

Auf Höhe der einmündenden Löwengasse erweitert sich die Louisenstraße zum Marktplatz. Im Zentrum des Marktplatzes steht der Laternenfestbrunnen, der an das traditionelle jährlich stattfindende Laternenfest Bad Homburg erinnert. Der Brunnen wurde 1979 von Harry Freder gestaltet, die Ausführung des Bronzegusses erfolgte durch die traditionsreiche Glocken- und Kunstgießerei Rincker im hessischen Sinn.
Das beginnende 20. Jahrhundert bedeutete für Bad Homburg eine Flut städtebaulicher Änderungen. Der Bau der Erlöserkirche führte zu der Frage der Neugestaltung der oberen Dorotheenstraße und Louisenstraße. 1904 stellte Louis Jacobi den Plan eines neuen Marktplatzes vor (den Kaiser Wilhelm II. persönlich mit der Bemerkung „sehr geschmackvoll“ abzeichnete). Das baufällige Kommandanturgebäude sowie das angrenzende Gebäude des Metzgers Reinhard mussten abgerissen werden, damit ein Platz entsteht. Die Orangeriegasse sollte durch den Abriss des Hauses des evangelischen Pfarrers Karl Kranz um 6 Meter verbreitert werden und eine breite Verbindung zur Dorotheenstraße und Erlöserkirche schaffen. 1907–1908 wurde der Marktplatz gemäß diesen Plänen mit Marktlauben neu gestaltet. In der Zeit zwischen 1890 und 1908 schuf Jacobi eine Reihe von Häusern im Verlauf der Louisenstraße.
Der Platz selbst wird von repräsentativen, heute unter Denkmalschutz stehenden Häusern eingerahmt. Auffallend ist zunächst das Haus Louisenstraße 13 an der Nordseite des Platzes. Der „Renaissancebau mit Holzarchitektur“ wurde 1907–1908 nach Entwurf von Louis Jacobi errichtet und sollte „Marktlauben“ darstellen. Nach außen hin zeigt sich eine historisierende Illusionsarchitektur mit Fassaden in Sandstein, Putz und Fachwerk, der Kern des Gebäudes ist hingegen in Beton, Eisenfachwerk und Rabitz erbaut. Das Gebäude, das die gesamte Front des Platzes ausmacht, ist reich mit Bauschmuck versehen. Unter anderem findet man Porträtköpfe von Architekt Jacobi und damaligen Markthändlern. Die Sandsteinarbeiten stammen von August Stenger.
Die Häuser Louisenstraße 15/17 bilden die Kopfseite des Platzes. Architekt Ludwig Lipp entwarf 1926 klassizistische Neue Marktlauben. Es handelt sich um einen durch Torbogen mit Nr. 19 verbundenen, schmalen, eingeschossigen Arkadenbau mit relativ flachem Satteldach. Die Arkaden des siebenachsigen Betongebäudes wurden 1947 geschlossen.
Die Südseite des Platzes wird durch das Eckhaus Louisenstraße 19 geprägt. Der ursprüngliche barocke Teil des Hauses stammt aus den Jahren 1685/1688. 1855 wurde es für das Einzelhandelsgeschäft Menges & Mulder umgebaut und 1883 durch Ausbau des Mansarddachs von Otto Voltz modernisiert. 1909 wurde das Eckhaus durch Voltz und Jacobi um einen ländlich-heimatlich historisierendem Jugendstilbau ergänzt. Dieser langgestreckte zweigeschossige Bau bildet die Südseite des Platzes.

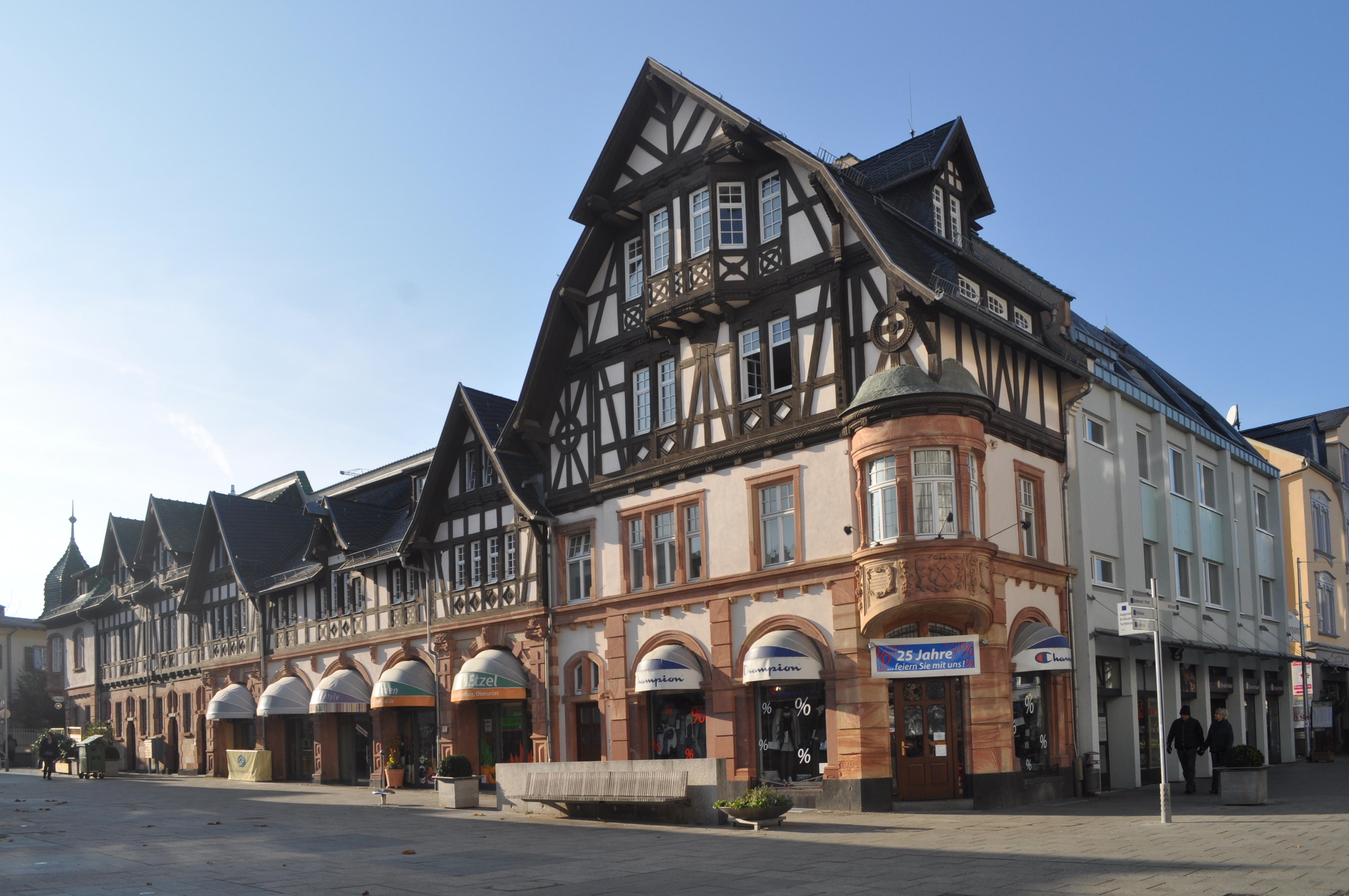
Louisenstraße 13
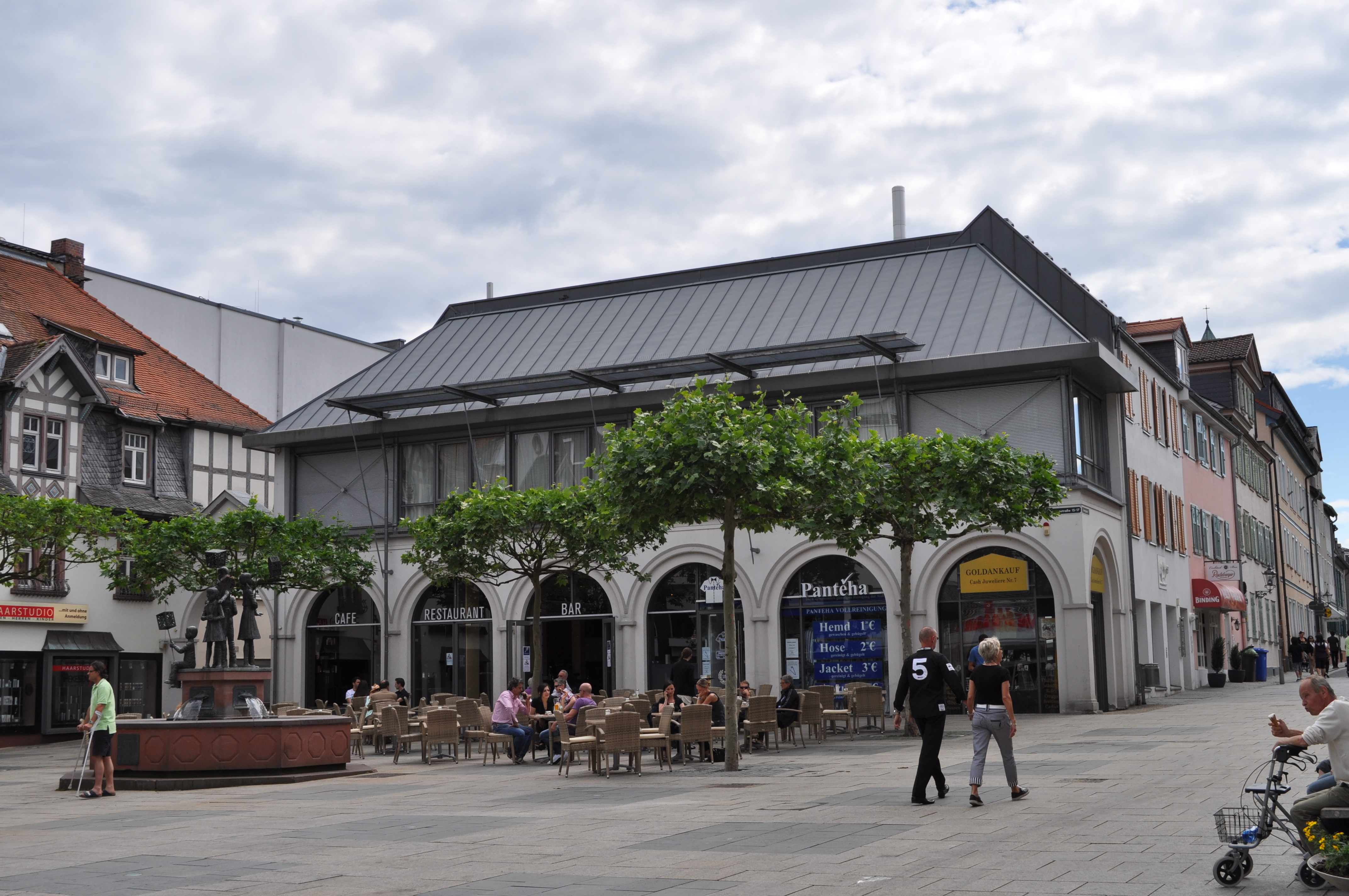
Louisenstraße 15–17

### Waisenhausplatz
50° 13′ 38,3″ N, 8° 36′ 54,9″ O

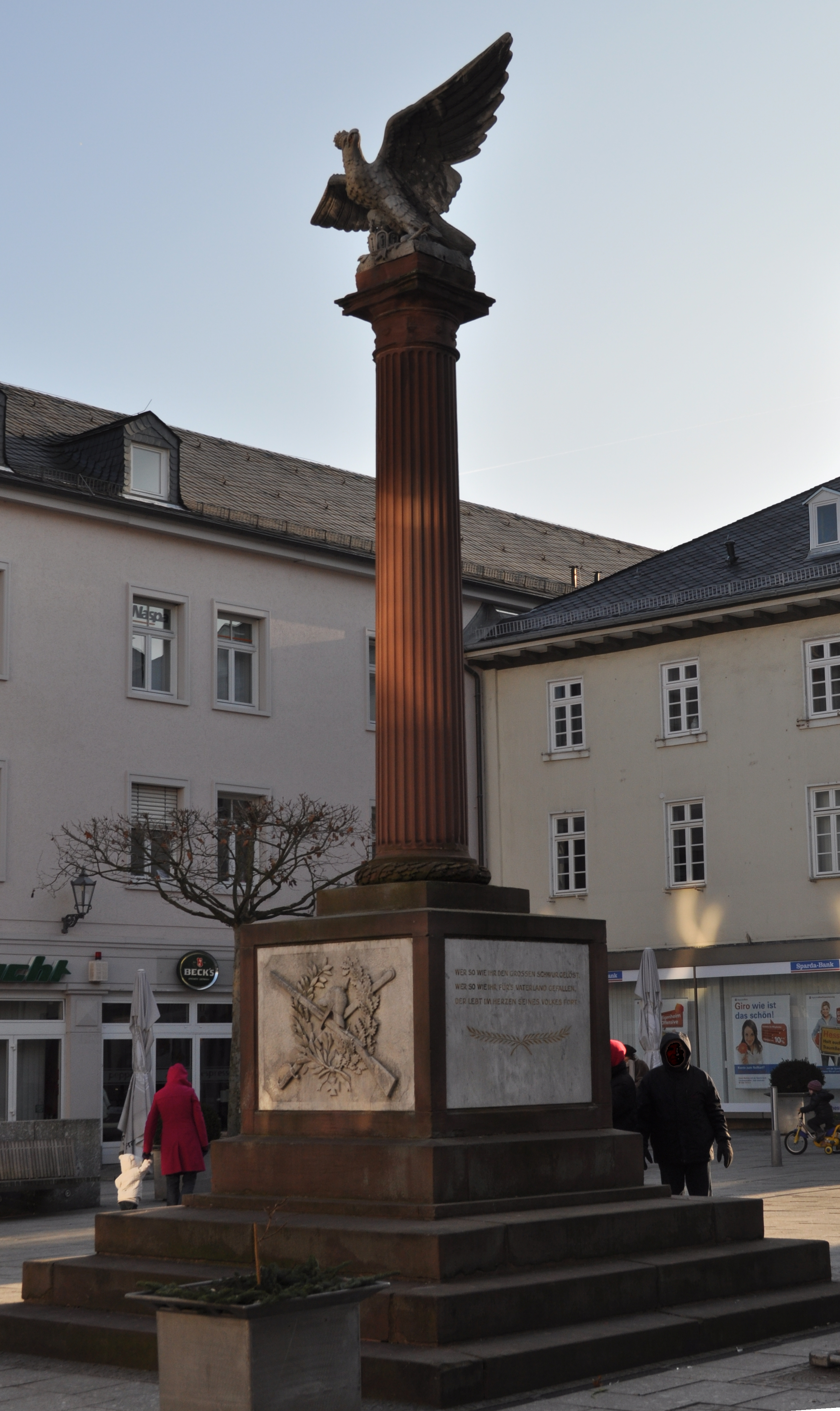
Kriegerdenkmal Waisenhausplatz

Die Louisenstraße verläuft weiter als Einkaufsstraße Richtung Waisenhausplatz. Unter den Einzelhandelsgebäuden sticht das Haus Louisenstraße 26 hervor. Am Standort des 1691 gegründeten Gasthauses Goldene Rose errichtete Louis Jacobi 1903 ein dreigeschossiges Wohn- und Geschäftshaus mit imposanter, zweizoniger Front. Ähnlich der Marktplatzbebauung, handelt es sich um einen Fachwerk-Bau im Stil des Historismus mit Erker, Giebel und einen hölzernen Laubengang.
Zentrum des Waisenhausplatzes ist das Kriegerdenkmal. Es erinnert an die fünf Homburger Soldaten, die im Deutsch-Französischen Krieg von 1870/1871 gefallen waren. Es wurde von dem Baumeister Christian Holler entworfen und vom Bildhauer Jacob Mey ausgeführt. Die feierliche Enthüllung fand am 10. Mai 1875 statt.
In der südöstlichen Ecke des Platzes sticht das denkmalgeschützte Gebäude Waisenhausstraße 1, das namensgebende ehemalige Waisenhaus hervor. Der Bau des Waisenhauses war ein langwieriger Prozess. 1715 widmete Landgraf Friedrich III. das Grundstück dem Zweck des Waisenhausbaus. Aus Geldmangel verzögerte sich der Bau. Das ursprünglich zweigeschossige, barocke Wohnhaus mit Mansarddach wurde 1721 im Rohbau erbaut und 1823 aufgestockt. Es fehlte jedoch weiter das Geld zur Einrichtung des Waisenhauses, so dass das Gebäude zunächst an eine Buchdruckerei vermietet wurde. 1730 wurde das Nachbargebäude vom Landgrafen erworben und der Seitenflügel auf dem neuen Grundstück errichtet. Bis 1742 wurde das Haus „im Stil der Schlosspavillons“ von Georg Moller umgebaut. Am 15. April 1742 konnte endlich das Waisenhaus eingeweiht werden. Das Gebäude wurde von 1742 bis nach 1945 als Waisenhaus genutzt.
Auf der Seite der Louisenstraße fällt das Gebäude Louisenstraße 48 ins Auge. Das 1846 erbaute Wohn- und Geschäftshaus wurde unter Aufstockung und historisierender Fassadenüberformung 1904 gemäß dem Plan Louis Jacobis umgebaut. Es handelt sich um ein viergeschossiges, traufständiges Haus mit fünfachsiger Fassade.

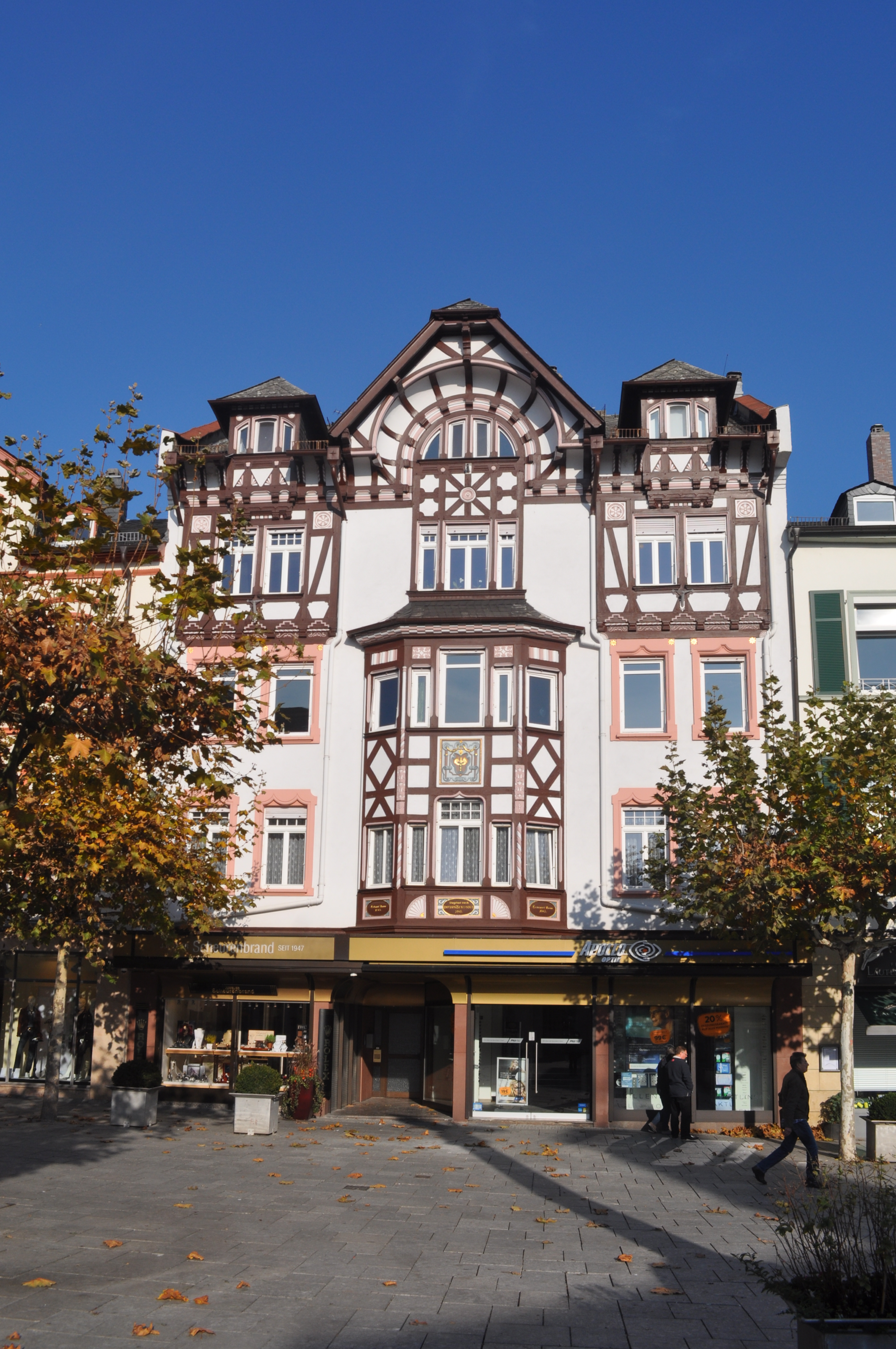
Louisenstraße 48

### Kurhausplatz
50° 13′ 36,5″ N, 8° 37′ 0,8″ O
50° 13′ 37,7″ N, 8° 37′ 2,4″ O

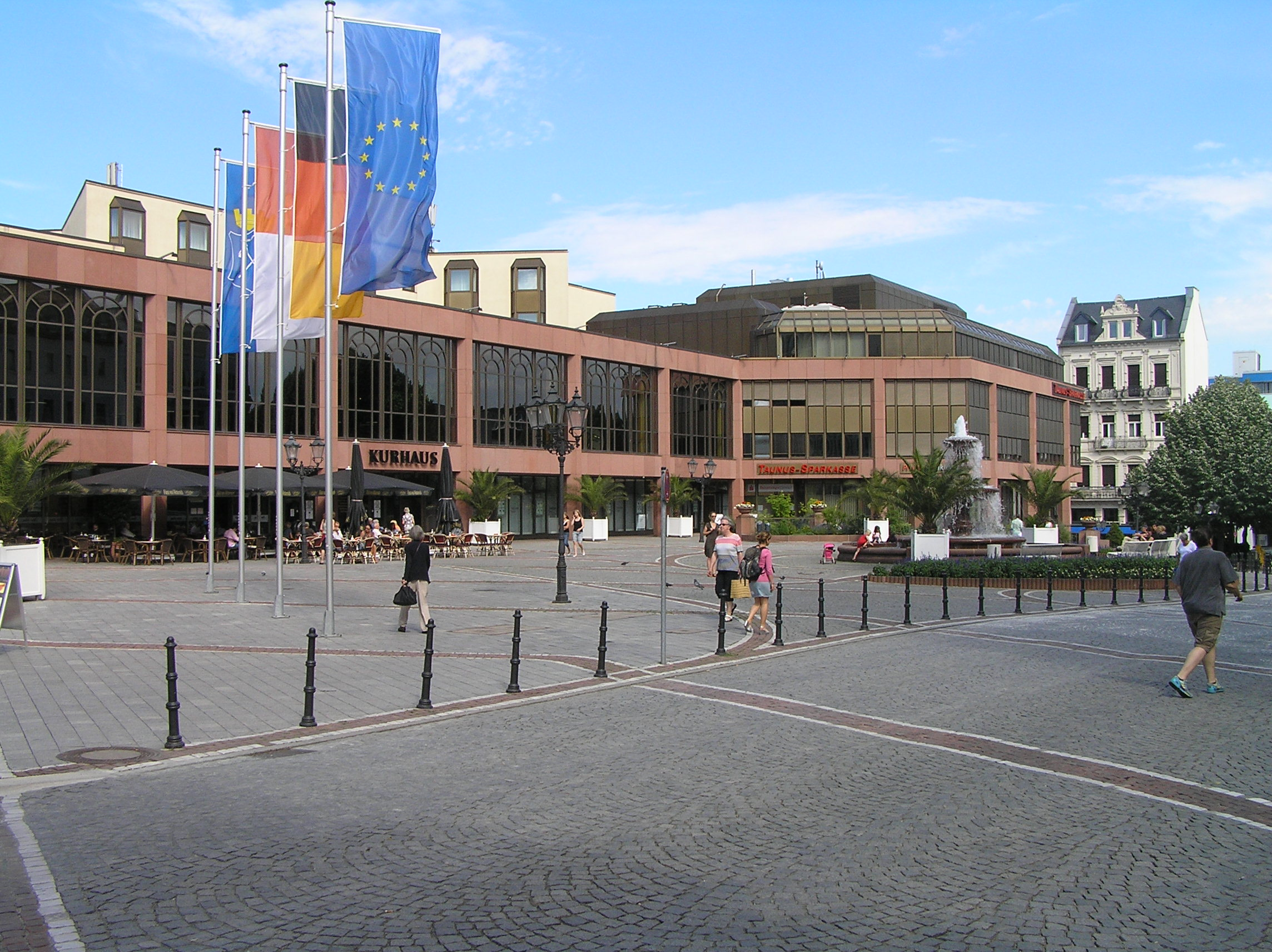
Kurhaus

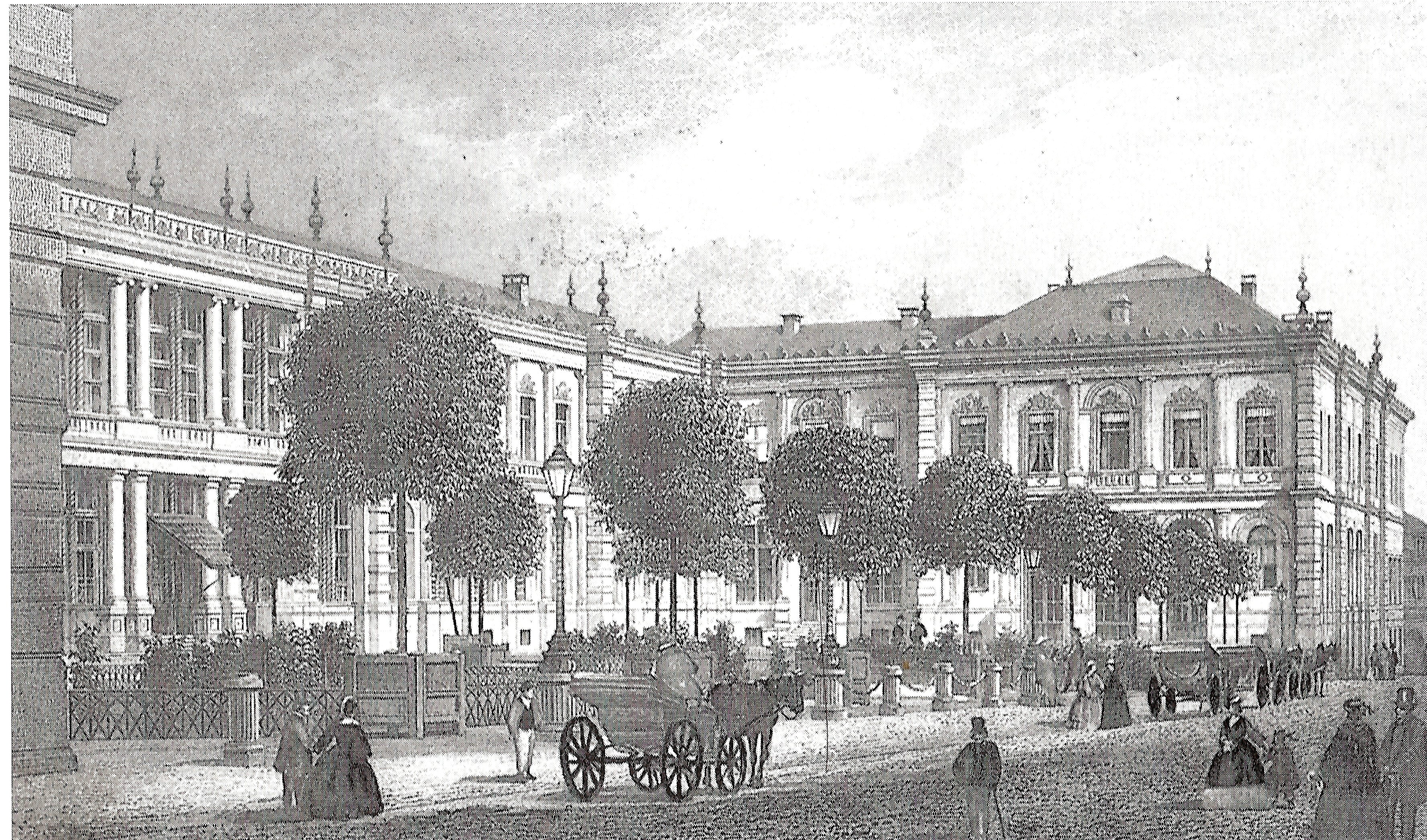
Kurhaus Bad Homburg (1865)

1843 wird das Kurhaus Bad Homburg an der Louisenstraße eröffnet. Spielbank und Kurbetrieb führen zum Entstehen einer Vielzahl von Hotels und Touristenunterkünften. Auch an der Louisenstraße entstehen eine Reihe von Hotels.
Am dreigeschossigen klassizistischen Eckhaus Louisenstraße 52 (heute Sitz der Deutschen Bank, früher des Gasthauses Zum Adler) zweigt der Schwedenpfad ab und die Louisenstraße erweitert sich nach Norden zum Kurhausplatz. Der Mittelpunkt des Platzes wird von einem Brunnen gebildet. Gegenüber dem Kurhaus befindet sich das denkmalgeschützte, 1893 erbaute Gebäude der Kaiserlichen Post. 1999 scheiterten die Pläne eines Abrisses des Dorotheenparkhauses und die Neugestaltung des Viertels zwischen Waisenhaus- und Thomasstraße durch einen Bürgerentscheid. Es handelt sich um den Bereich zwischen Dorotheenstraße und Louisenstraße auf Höhe des Kurhauses. Die Ludwigstraße/Thomasstraße begrenzt den Kurhausvorplatz nach Osten hin.

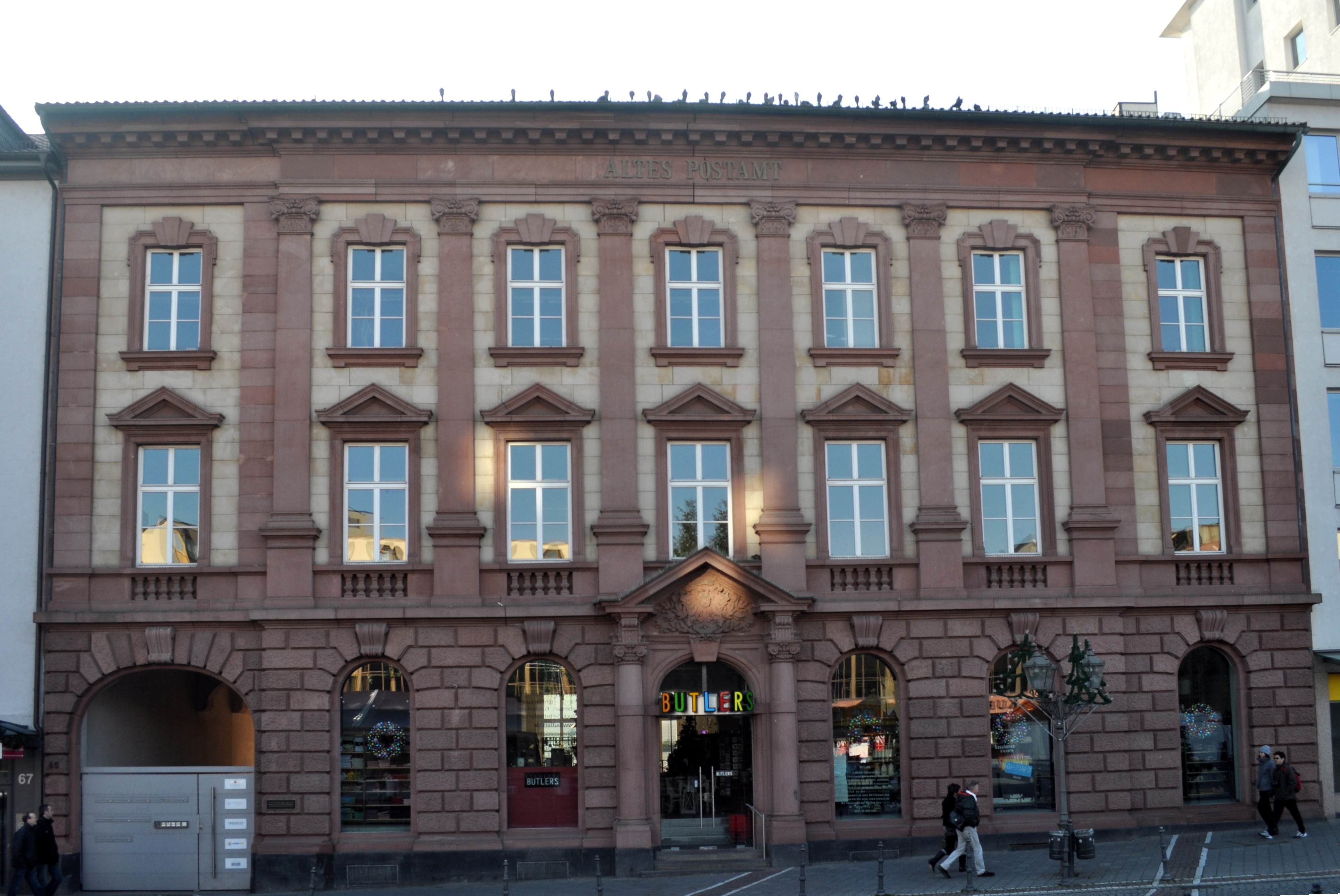
Kaiserliche Post

### Zwischen Kur- und Rathaus
50° 13′ 30,9″ N, 8° 37′ 12,8″ O

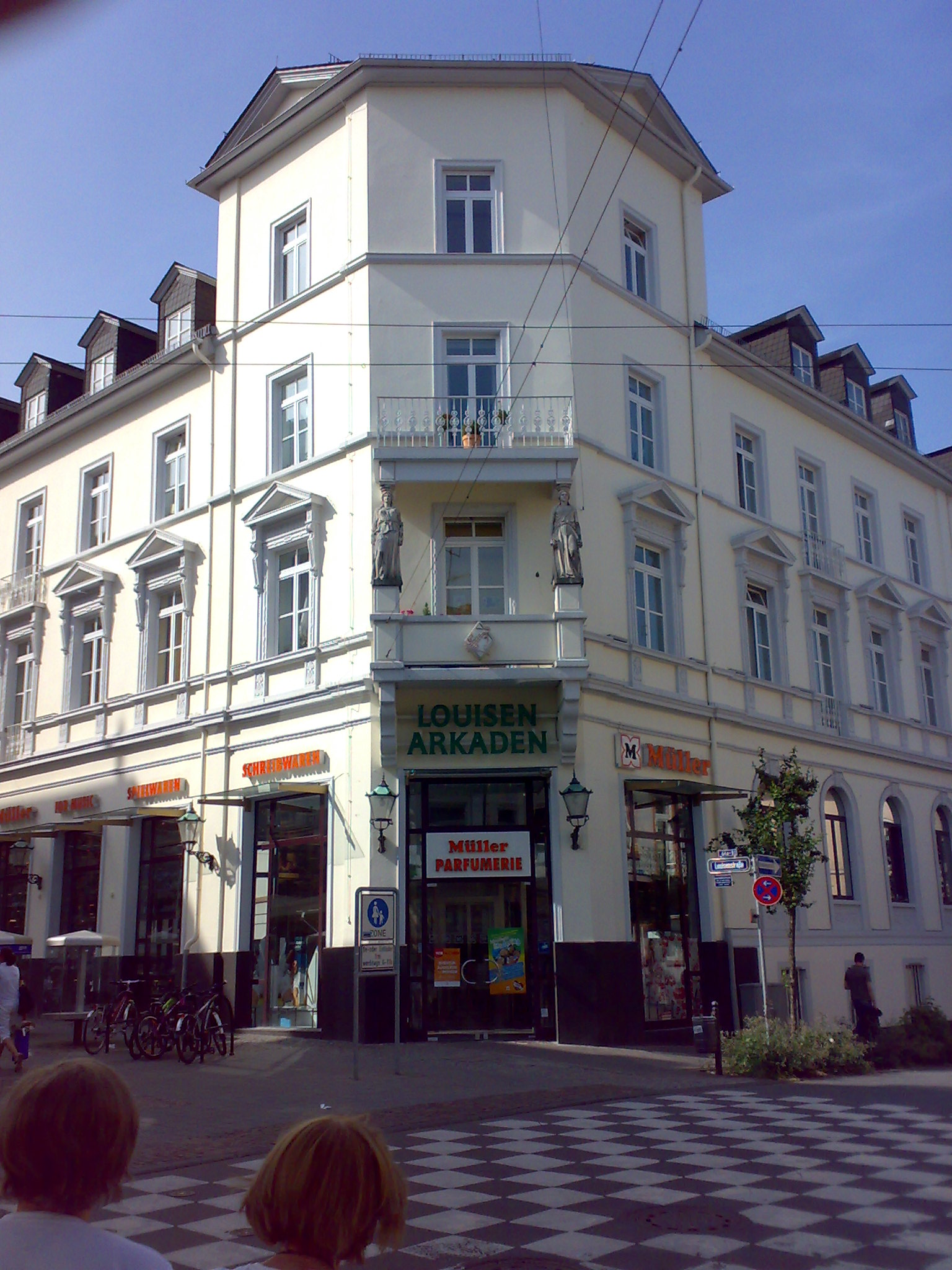
Louisen-Arkaden

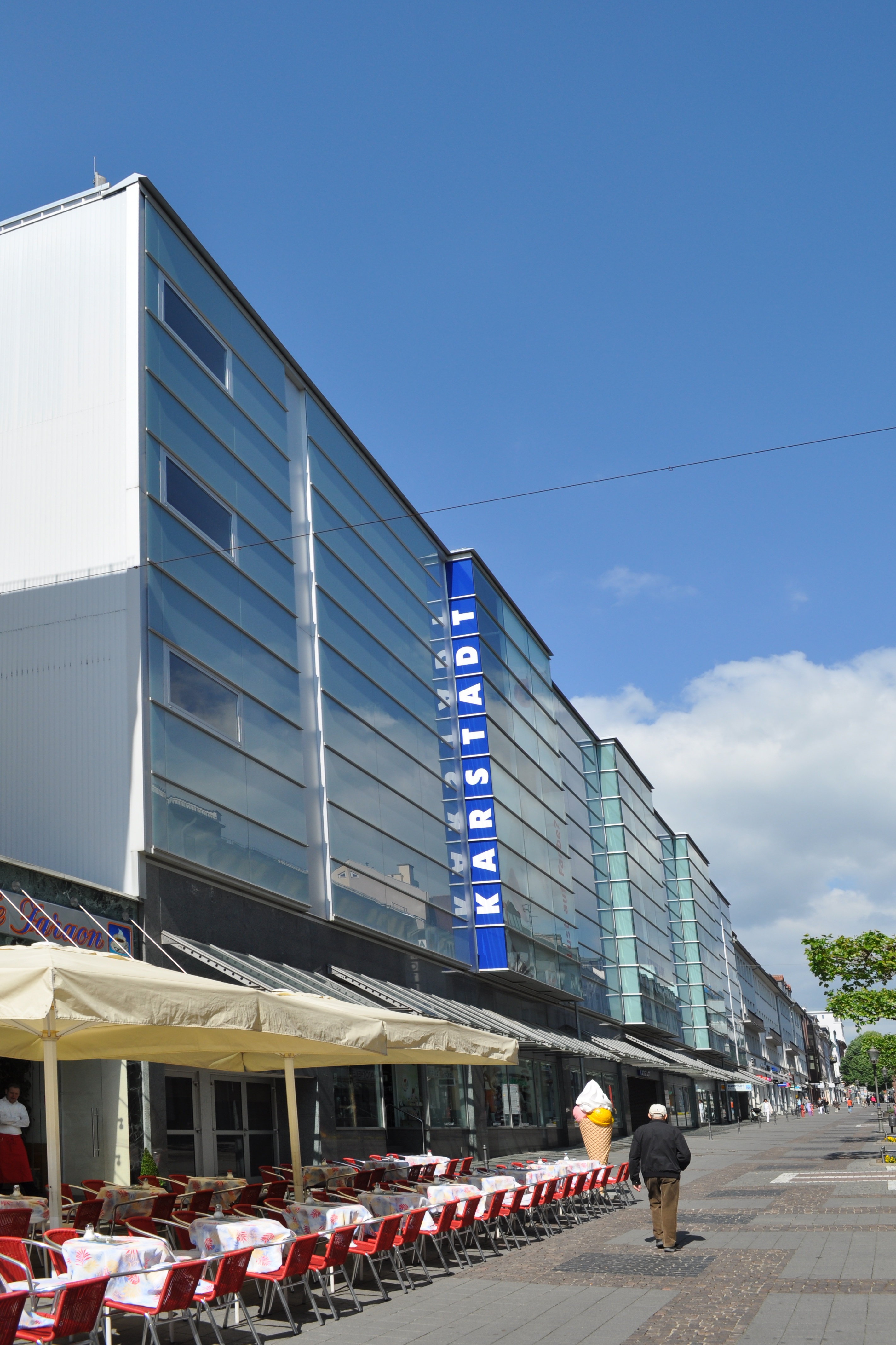
Karstadt

Auf den folgenden 300 Metern konzentrieren sich die großen Einzelhandelsgeschäfte. Zunächst befinden sich jedoch auf der rechten Seite denkmalgeschützte Häuser mit den Nummern 79 bis 83. Auf der anderen Straßenseite findet sich an der Ecke Kisseleffstraße 6/Louisenstraße 80/82 das Einkaufszentrum Louisen-Arkaden. Das Gebäude Louisenstraße 80/82 war ursprünglich das Hotel Augusta und wurde 1916 in die Gustav-Weigand-Stiftung eingebracht und zum Lazarett umgebaut. Bis 1977 diente es als Kurklinik für Kriegsversehrte. Heute beherbergen die Louisen-Arkaden eine Reihe von Fachgeschäften.
Sämtliche Häuser auf der linken Seite des Abschnitts zwischen Kisseleffstraße und Ferdinandstraße stehen unter Denkmalschutz. Wesentlich ist vor allem das alte Landratsamt. Das 1854 erbaute Gebäude wurde 2010 in das Einkaufszentrum Louisen-Center umgebaut. Insbesondere der Abriss und Neubau der denkmalgeschützten Fassade war umstritten.
Auf der anderen Straßenseite und durch die moderne Glasfassade stark kontrastierend befindet sich Karstadt. 1966 bis 1968 wurde das Kaufhaus als Hertie erbaut. Das am 1. März 1968 eröffnete Großkaufhaus verfügte über das erste Parkhaus im Obertaunuskreis. Das Kaufhaus spaltete die Meinungen: Während der Neubau als Publikumsmagnet und Beleg der Zentrumsfunktion Bad Homburgs gesehen wurde, wurde (zum Beispiel im Prognos-Gutachten) als „maßstabslose Verbauung“ kritisiert. Ein weiteres großes Einzelhandelsgebäude ist Möbel Meiss an der Ecke zur Ferdinandstraße.

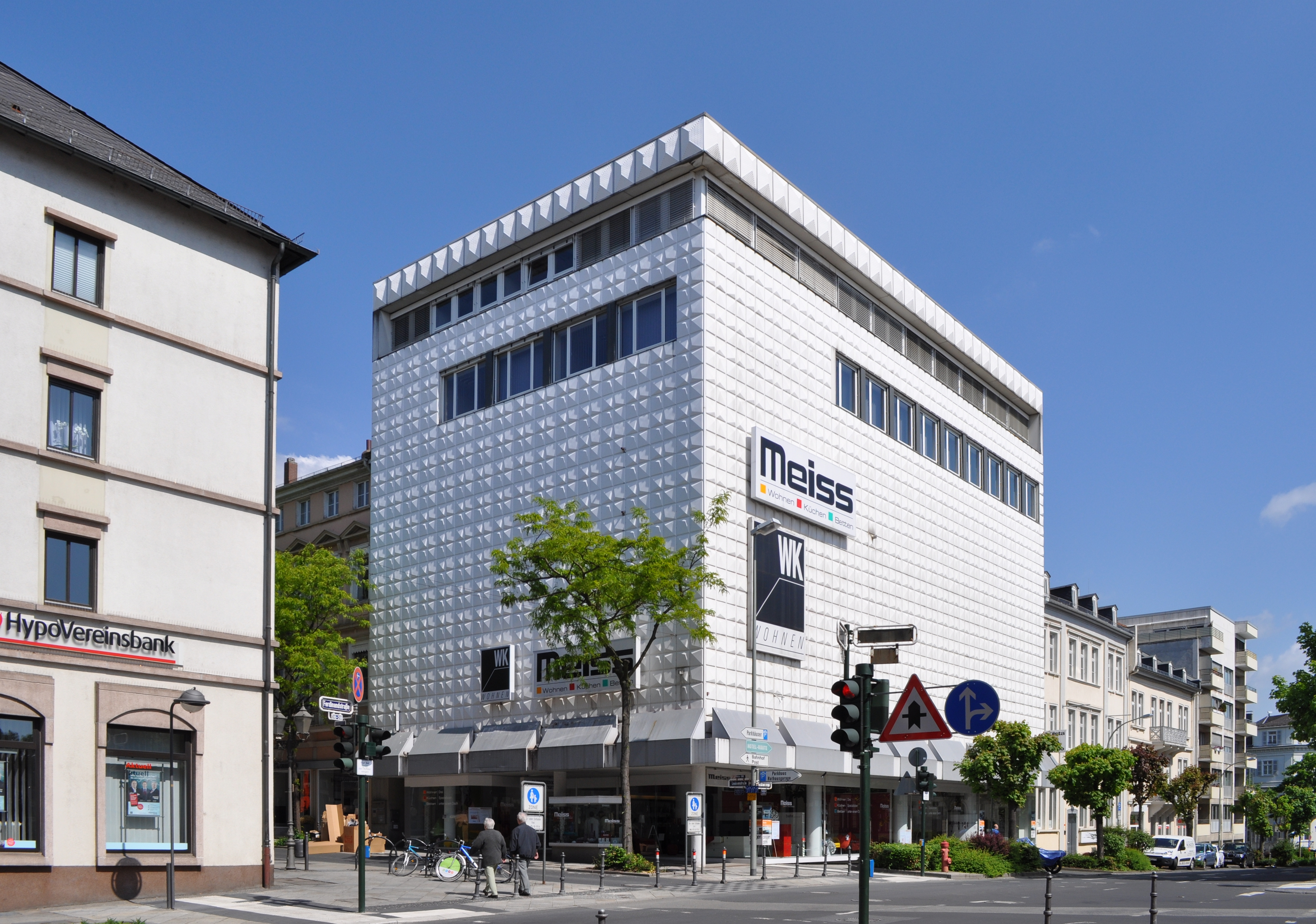
Möbel Meiss

### Die Bahnhöfe
50° 13′ 26,6″ N, 8° 37′ 20,3″ O
Die 1860 eröffnete Homburger Bahn veränderte den Charakter der Louisenstraße entscheidend, die sich nun schnell in Richtung des Kopfbahnhofes entwickelte, der an der Stelle des heutigen Rathauses entstand. Die Louisenstraße war das repräsentative Entrée der Stadt geworden. Bedeutende Hotels an der Louisenstraße waren:
- Grand Hotel (früher Vier Jahreszeiten) in der Louisenstraße 89
- Hotel Viktoria in der Louisenstraße 91/93
- Eisenbahn-Hotel in der Louisenstraße 113
- Hotel Braunschweig in der Louisenstraße 80/82
- Englischer Hof in der Louisenstraße 98

Auch an der unteren Louisenstraße wurde im Jahr 1895 ein weiterer Kopfbahnhof errichtet, die Endstation der Usinger Bahn, die ab 1901 auch von der Friedberger Strecke benutzt wurde. Das kleine Empfangsgebäude lag fast 100 Meter von der Louisenstraße entfernt in Höhe der heutigen Philipp-Reis-Straße; die Gleise lagen parallel zum heutigen Autobahn-Zubringer.
Der Bau des 1907 eröffneten neuen Bahnhofs, der die beiden früheren Stationen ersetzte, schmälerte die Bedeutung der Louisenstraße kaum. Zwar war er als Zentralbahnhof konzipiert und damit potentiell geeignet, die Verkehrsströme und Passanten von der Louisenstraße weg zu dem 300 Meter entfernten neuen Standort zu bewegen. Dies geschah aber nicht. Die Louisenstraße behielt ihre Rolle als wichtigste Verkehrsachse dank der Straßenbahn und vor allem durch die Eröffnung der Lokalbahnlinie 25 nach Frankfurt.

### Die untere Louisenstraße
50° 13′ 26,7″ N, 8° 37′ 20,4″ O
An der Kreuzung mit der Ferdinandstraße endet die Fußgängerzone.
Dominierendes Gebäude an der Kreuzung ist das neue Rathaus. Das Rathaus befindet sich in einem 1979 erbauten Gebäude an der Stelle des alten Bahnhofs, welches gleichzeitig über Einkaufsmöglichkeiten verfügt. Die Fortsetzung der Louisenstraße zeigt ein völlig verändertes Bild. Einzelhandel findet sich hier kaum noch. Stattdessen prägen Wohngebäude (viele davon denkmalgeschützt) die Straße.
Herausragend ist die Villa Hammelmann (Louisenstraße 120). In einem parkähnlichen Garten gelegen fällt die Villa, die nach einem Entwurf Jacobis 1892/1893 erbaut wurde vor allem durch ihren haubenbesetztem Polygonalturm auf der Ecke des Hauses auf.
Die Louisenstraße endet am Europakreisel. Der Europakreisel verbindet Louisenstraße, Am Hohlebrunnen, Lange Meile, Friesenstraße und Frankfurter Landstraße (die Fortsetzung der Louisenstraße durch Gonzenheim).
Das letzte Haus, Louisenstraße 163 steht genauso unter Denkmalschutz, wie die anderen Häuser am Kreisel: Am Hohlebrunnen 2 und Frankfurter Landstraße 2. Daneben befindet sich das Gebäude der Stadtwerke Bad Homburg am Kreisel. Vor dem Gebäude der Stadtwerke sind eine Reihe historischer Grenzsteine aufgestellt.
50° 13′ 17,1″ N, 8° 37′ 42,7″ O

## Aktionsgemeinschaft Handel, Handwerk, Gewerbe
1973 gründete sich die Aktionsgemeinschaft Louisenstraße als Gewerbeverein. Am 17. Juli 1978 benannte man sich in Werbegemeinschaft Bad Homburg vor der Höhe und am 18. April 1983 in Aktionsgemeinschaft Handel, Handwerk, Gewerbe um. Die Aktionsgemeinschaft wirbt für den Gewerbe- und Handelsstandort Bad Homburg und hier vor allem für die Louisenstraße und ist Veranstalter einer Reihe von Veranstaltungen auf der Louisenstraße.

## Regelmäßige Veranstaltungen
Neben den allgemeinen Festen der Stadt Bad Homburg, wie dem Laternenfest, das auch auf der Louisenstraße stattfindet, gibt es regelmäßig Veranstaltungen auf der Louisenstraße.
- Bad Homburger Weinfest
- Erntedankmarkt
- Bad Homburger Weihnachtsstadt